# No Surrender (album)
No Surrender is het zevende studioalbum van de Nederlands band Kane. Het album verscheen op 27 november 2009.

## Achtergrond
Met Everything You Want ging Kane meer de experimentele kant op dan op de albums daarvoor het geval was. Met No Surrender keerde Kane terug naar haar oude stijl. Met nummers als Devil in Me en A Little Something gaat Kane weer meer de Rock kant op. Toch probeert Dinand Woesthoff ook met nummers als Point Blank zich van een andere kant te laten zien. Voor de oude fans van Kane was No Surrender weer meer een terugkeer naar de kenmerkende stijl.
Het album is geproduceerd door Universal Music.

## Tracklist
| Nr. | Titel              | Opmerking | Duur |
| --- | ------------------ | --------- | ---- |
| 1.  | No Surrender       |           | 3:05 |
| 2.  | A Little Something |           | 3:23 |
| 3.  | Point Break        |           | 3:03 |
| 4.  | Devil In Me        |           | 3:45 |
| 5.  | In Over My Head    |           | 3:12 |
| 6.  | Heartbeat          |           | 2:57 |
| 7.  | Dogma 2.0          |           | 3:34 |
| 8.  | Scream             |           | 2:58 |
| 9.  | Love Over Healing  |           | 4:15 |
| 10. | Here Comes The End |           | 4:35 |
| 11. | High Places        |           | 4:57 |

## Ontvangst
Het album No Surrender stond 66 weken in de Album Top 100 waarin het op de eerste plaats wist te binnen te komen op 5 december 2009. Door een hoog aantal verkochte exemplaren, verkreeg het album de platinum status.